# Садовый (Татарстан)
Садовый — посёлок в Зеленодольском районе Татарстана. Входит в состав Раифского сельского поселения.

## География
Находится в западной части Татарстана на расстоянии приблизительно 12 км по прямой на северо-восток по прямой от районного центра города Зеленодольск.

## История
Посёлок основан в 1930-х годах. Официально зарегистрирован в качестве населённого пункта в 1959 году. В посёлке расположен дендрарий Волжско-Камского заповедника.

## Население
Постоянных жителей было: в 1958 — 601, в 1970 — 694, в 1979 — 539, в 1989 — 415. Постоянное население составляло 320 человек (русские 71 %, татары 26 %) в 2002 году, 273 — в 2010.